# Muang Chomphét
Muang Chomphét är ett distrikt i Laos.   Det ligger i provinsen Louang Prabang, i den nordvästra delen av landet, 220 km norr om huvudstaden Vientiane.